# Bonnierella angolae
Bonnierella angolae is een vlokreeftensoort uit de familie van de Ischyroceridae. De wetenschappelijke naam van de soort is voor het eerst geldig gepubliceerd in 1962 door J.L. Barnard.